# Épidémiosurveillance
L' épidémiosurveillance est le processus de surveillance préventive des maladies infectieuses humaines, animales et/ou végétales au sein d'un territoire. Ce processus inclut une vigilance vis-à-vis de maladies émergentes, ré-émergentes ou dites « exotiques », et il vise à « fournir des données aux évaluateurs et gestionnaires du risque, afin que ceux-ci puissent produire un avis, prendre une décision ou mettre en place une action sur la base d’informations aussi justes et précises que possible, et enfin suivre l’efficacité des actions en place ». Il s'appuie nécessairement sur un réseau proactif et suffisamment représentatifs d'acteurs de l'épidémiosurveillance.
En France, des programmes dédiés concernent la santé humaine, la faune sauvage et la flore cultivée (suivi de l'évolution des bioagresseurs des cultures présents, et détection de l'arrivée de nouveaux organismes dits « nuisibles ». C'est un outil clé de la surveillance biologique du territoire (SBT). L'approche One Heath promue par l'OMS incite à rapprocher la surveillance des épidémies animales et humaines, car nombre de maladies sont zoonotiques, c'est-à-dire touchant à la fois l'homme et l'animal qui peuvent tous deux être des réservoirs épidémiologiques.

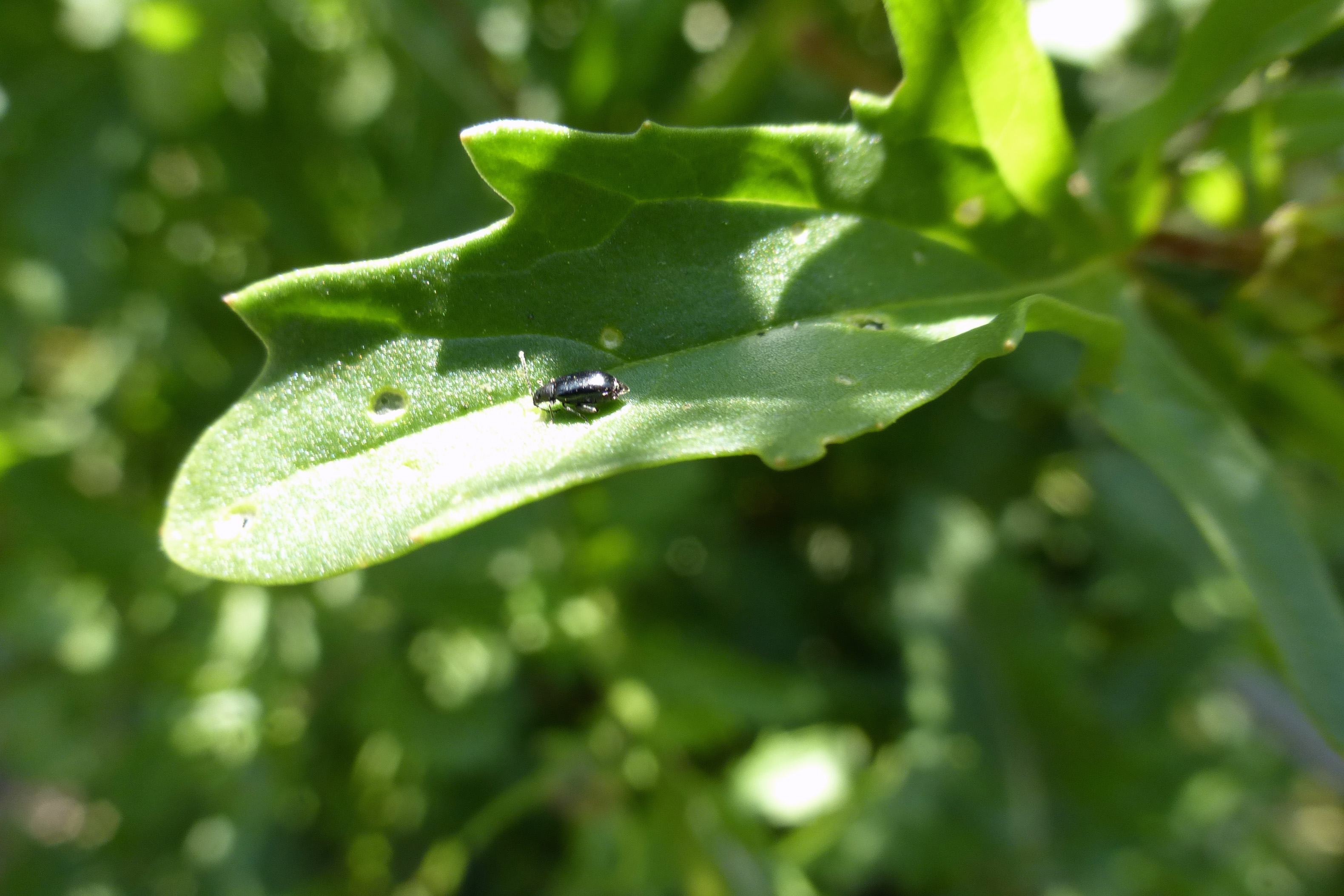
Altise sur crucifère

## Dans le monde végétal

### Objectifs
L'épidémiosurveillance vise dans ce domaine :
- la réduction de l'utilisation des produits phytosanitaires par un meilleur ciblage des interventions dans le cadre de la protection intégrée des cultures (PBI),

- une meilleure connaissance du risque phytosanitaire grâce aux suivis des effets non intentionnels générés par l'utilisation de produits phytosanitaires sur l'environnement et la santé publique.

### Moyens
L'épidémiosurveillance s'appuie sur des réseaux d'observateurs volontaires motivés, et encadrés, professionnels ou amateurs. Elle concerne toutes les plantes cultivées, mais pour être plus efficace, elle a été divisée en trois zones de travail recouvrant tous les acteurs :
- la zone agricole (ZA) qui regroupe tous les professionnels agricoles : agriculteurs, horticulteurs, arboriculteurs, viticulteurs, éleveurs, etc.

- la zone non agricole professionnelle (ZNA pro) qui regroupe tous les acteurs professionnels non agriculteurs actifs dans le domaine du végétal : services des espaces verts de collectivités territoriales, entreprises du paysage, mais aussi détenteurs de grandes zones végétalisées (sociétés d'autoroutes, SNCF, etc.).

- la zone non agricole amateur (ZNA amateur) couvrant tous les jardiniers et particuliers amateurs de végétaux, des plantes d'appartement jusqu'aux grands parcs et jardins utilisés à des fins ornementales ou vivrières.

### Organisation
Le Ministère de l'Agriculture, de l'Agroalimentaire et de la Forêt (MAAF) a confié la gouvernance de cette action aux Chambres régionales d'Agriculture à partir d'un financement issu de l'Office national de l'eau et des milieux aquatiques (ONEMA).
- Pour la zone agricole : le réseau d'observations est organisé en filières regroupant des types de culture : arboriculture, maraîchage, céréales, betteraves…

- Pour la zone non agricole : une plateforme Internet[1] permet d'accompagner les professionnels dans l'évolution de leurs pratiques.

- Pour la zone non agricole amateurs : le site www.jardiner-autrement.fr est, entre autres, la plateforme officielle d'épidémiosurveillance pour les jardiniers amateurs. Le guide d'observation et suivi des bioagresseurs et les BSV ZNA amateurs y sont téléchargeables[2].

Les observateurs utilisent des protocoles de suivis harmonisés et des fiches de transfert d'informations standardisées, le plus souvent sur la base de couples plante hôte / bioagresseur.
En France, les observations sont synthétisées par les animateurs des filières dans les « Bulletins de santé du végétal » (BSV) par culture et par région. Elles sont ensuite compilées sur une base de données nationale permettant la rédaction de rapports annuels transmis aux parlementaires.

#### Les Bulletins de santé des végétaux (BSV)
Ces documents d'informations techniques présentent :
- la situation sanitaire des cultures dans une région : les ravageurs et maladies présents sur les végétaux, ainsi que l'importance de leur présence et de leurs dégâts ;

- des analyses de risque pour la culture concernée, lié à une présence détectée des bioagresseurs et leur probable évolution en fonction des conditions climatiques ;

Les bulletins professionnels ne comportant pas de préconisation sont exploités par l'agriculteur et les organismes de conseils.
Par dérogation, les bulletins destinés aux amateurs comportent des conseils de méthodes de lutte alternatives, préventives et de bonnes pratiques culturales.
Ces BSV sont disponibles gratuitement sur les sites Internet des Chambres régionales d'Agriculture (CRA) et des Directions régionales de l'Agriculture et de la Forêt (DRAAF)

#### Cas des jardiniers amateurs
En zones non agricoles, depuis 2011, les jardiniers amateurs volontaires sont aussi invités à entrer dans le dispositif national d'épidémiosurveillance.
Ils ne sont généralement pas spécialistes, ni professionnels de la santé des plantes, mais prennent souvent intérêt à observer ce qui se passe dans leur jardin. Ceux qui le souhaitent peuvent devenir observateurs et participer à l'épidémiosurveillance dans leur jardin.
Le MAAF a confié à la Société nationale d'horticulture de France (SNHF) l'élaboration d'outils mis à leur disposition tel qu'un guide d'observation et de suivi des bioagresseurs.
Une collaboration entre l'Institut national de la recherche agronomique (INRA), aujourd'hui Institut national de recherche pour l'agriculture, l'alimentation et l'environnement (INRAE) et la SNHF a permis la conception d'une application intitulée « Vigijardin ».

## Santé animale
L'épidémiosurveillance en santé animale (ESA) est « une méthode fondée sur l'enregistrement en continu de données sur une ou plusieurs maladies jugées prioritaires pour un pays afin de connaître leur épidémiologie en vue d'adopter une stratégie de lutte ». Elle s'intéresse aussi aux phénomènes d'antibiorésistance et de résistance aux pesticides et à d'autres biocides,. En France, une Plateforme nationale de surveillance épidémiologique en santé animale a été mise en place en 2011, sur proposition des États généraux du sanitaire (2010) et pilotée par un Comité national d'épidémiosurveillance en santé animale (Cnesa). En 2012, elle avait inventorié plus de 80 dispositifs de surveillance, mis en regard d’un ensemble de plus de 160 « dangers sanitaires en santé animale ».
La Plateforme d'épidémiosurveillance en santé animale s'appuie sur un « centre de service des données en épidémiosurveillance animale » (CSD-ESA ou CSDESA) qui doit faciliter l’accès aux données issues de ces différents dispositifs de surveillance ; une « première itération du CSD-ESA a été mise en production le 30 janvier 2014, tandis que la seconde itération entrera en production à l’automne 2014. Les données mises à disposition permettent aux personnes disposant des droits nécessaires de produire ou consulter des tableaux de bord d’indicateurs sanitaires et d’indicateurs de fonctionnement pour certaines thématiques prioritaires de la Plateforme ESA ».
Elle a ouvert un site Web (« Centre de ressources sur l’épidémiosurveillance » ; www.survepi.org comportant une partie publique expliquant les activités de la Plateforme et des dispositifs de surveillance existants en santé animale et une partie uniquement accessible aux membres du réseau (espace collaboratif de partage d’informations et de travail).